# Reine Antier
Sor Augustine, Sor Reine Antier (Laussonne, Alto Loira, 19 de noviembre de 1801 - Chauffailles, Borgoña, 28 de octubre de 1883) fue una religiosa francesa fundadora de la congregación de las Hermanas del Niño Jesús de Chauffailles.

## Biografía
Nació en una próspera y muy cristiana familia. Su tío era el Abad Joseph-François Hanthié (o Antier), era la quinta hija de Jean-Mathieu Antier y Marie-Anne Mazoyer, y nació pocos días antes de que su padre falleciera.
Su hermana Jeanne-Marie llegó a ser superiora de la escuela de instrucción cristiana de Le Puy, y su hermana Agathe fue monja ursulina. De niña, su familia se mudó a Varennes, donde su tío era sacerdote refractorio. Reine Antier estudió en la escuela de Le Puy de su hermana Jeanne-Marie y luego entró en la abadía de su hermana Agathe, pero creyó que esa orden no iba con ella.
Se consagró a Dios en la Société de l'Instruction du Saint-Enfant-Jésus de Puy-en-Velay el 31 de octubre de 1846. Esta sociedad, se encargaba de la educación de niñas de poblaciones aisladas, y Sor Augustine fue maestra en Tence, Lempdes e Yssingeaux.  El 14 de septiembre de 1859, nació oficialmente la congregación de las Hermanas del Niño Jesús de Chauffailles que continuó con las escuelas en Borgoña y de la que en 1877, salió un grupo a Japón, a petición de Monseñor Petitjean.